# Informatica
Informatica je americká akciová nadnárodní společnost se sídlem ve městě Redwood City v okrese San Mateo County ve státu Kalifornie ve Spojených státech amerických. Zabývá se vývojem software pro zpracování dat.
Byla založena v roce 1993. Od svého založení společnost stále expanduje.
 V roce 2003 využívalo její software v oblastí obchodní analytiky 79 % společností z Fortune 100. Americká společnost Gartner Inc. zabývající se výzkumem a poradenstvím v oblasti IT technologií umísťuje pravidelně společnost Informatica do svého hodnocení v pozici lídrů.

Společnost je kotovaná na burze NASDAQ pod názvem INFA.

## Řešené oblasti
Informatica nabízí produkty a řešení v následujících oblastech:
- Big Data
- Cloudové služby
- Datová integrace
- Datová kvalita
- Data Security
- Master Data Management

## Produkty
- PowerCenter je software pro integraci dat. Umožňuje práci v reálném čase a vytváření integračních kompetenčních center.
- PowerExchange je software zpřístupňující data z různých celopodnikových datových systémů. Je založen na SOA architektuře a úzce spolupracuje s produktem PowerCenter.
- Informatica Data Quality, Informatica Data Explorer a Informatica Identity Resolution - skupina produktů pro komplexní systémové řešení datové kvality.
- Archivace a maskování dat

Skupina produktů pro Application Information Lifecycle Management spravuje různé fáze životního cyklů aplikací. Jde o produkty 3 kategorií.
- - Data Archive analyzuje využití dat a nepoužívaná archivuje s tím, že jsou i nadále přístupná. Tím sníží objem dat v produkční databázi, čímž ji zrychlí. Zároveň dojde k úspoře nákladů na úložiště dat.
  - Data Subset / On Demand. Vybírá část produkčních dat s tím, že zachová vazby. Takto vybraný data lze použít v rámci datamartů, nebo při testování.
  - Data Secure zabraňuje zneužití citlivých dat při testování, nebo pokud je data potřeba poskytnout externím subjektům tím, že data zamaskuje se zachováním jejich charakteristik.
- Data Services

Je produkt s jehož pomocí se vytvoří virtuální datová vrstva zakrývající více zdrojů dat a zpřístupňující data ve formě služby, nebo virtuálních tabulek.
- Master Data Management

Informatica Multidomain MDM Hub™ je produkt pro správu kmenových dat. Řeší jejich kvalitu, konzistenci, zpřístupnění ve formě centrálního repozitáře i synchronizaci jinými systémy.